# Amaxia duchatae
Amaxia duchatae là một loài bướm đêm thuộc phân họ Arctiinae, họ Erebidae.